# Арменска съветска социалистическа република
Арменската съветска социалистическа република, съкратено АССР е една от републиките на Съветския съюз. Просъществувала от 30 декември 1922 година до 30 август 1991.
Арменската ССР е образувана през 1920 година. От 12 март 1922 до 5 декември 1936
е част от Закавказката съветска федеративна социалистическа република.
На 23 август 1990 година е преименувана като Република Армения, която остава в състава на СССР още една година, след което получава суверенитет през 1991 година.